# Eodicynodon
Famille
Genre
Eodicynodon est un genre fossile de thérapsides de l'infra-ordre des dicynodontes, ayant vécu lors du Permien dans ce qui est aujourd'hui l'Afrique du Sud.

## Systématique
Le genre Eodicynodon a été créé en 1974 par le paléontologue sud-africain Thomas Henry Barry (d) (?-1984) avec comme espèce type Eodicynodon oosthuizeni.

## Liste des espèces
Selon Fossilworks:
- † Eodicynodon oelofseni Rubidge, 1990
- † Eodicynodon oosthuizeni Barry, 1974

## Publication originale
- (en) T. H. Barry, « A New Dicynodont Ancestor from the Upper Ecca (Lower Middle Permian) of South Africa », Annals of the South African Museum, Le Cap, Inconnu, vol. 64,‎ 1974, p. 117-136 (ISSN 0303-2515, OCLC 1647291, lire en ligne).